# Sapromyza melanura
Sapromyza melanura är en tvåvingeart som beskrevs av Zetterstedt 1847. Sapromyza melanura ingår i släktet Sapromyza och familjen lövflugor.
Artens utbredningsområde är Sverige. Inga underarter finns listade i Catalogue of Life.